# Manuel Amoroso Costa
Manuel Amoroso Costa (Rio de Janeiro, 13 de janeiro de 1885 – 3 de dezembro de 1928) foi um engenheiro civil, matemático e professor universitário brasileiro.
Foi professor da cadeira de eletrotécnica e aplicações industriais da Escola Politécnica do Rio de Janeiro e diretor do Observatório do Valongo entre 1911 e 1928. Manuel foi autor do primeiro livro brasileiro sobre a Relatividade Geral.

## Biografia
Manuel nasceu na capital fluminense, em 1885. Era filho de Cypriano de Oliveira Costa e Francisca Julieta Amoroso de Oliveira Costa. Cursou o secundário no Rio de Janeiro e em Paris e Humanidades no Instituto Henrique Köpke, onde demonstrou interesse pela engenharia. Entre 1900 e 1905 estudaria engenharia na Escola Politécnica do Rio de Janeiro (incorporada à Universidade Federal do Rio de Janeiro) e por excelência no curso foi agraciado com a Medalha de Ouro Morsing, em 1907. Além do curso de engenharia civil, concluiu (1906) o bacharelado em Ciências Físicas e Matemáticas.
Trabalhou como engenheiro na Inspetoria das Estradas de Ferro e em 1912 tornou-se preparador da cadeira de Eletrotécnica na Escola Politécnica, onde no ano seguinte apresentou a tese de livre-docência intitulada Sobre a Formação das Estrelas Duplas, para a cadeira de astronomia. Em seguida, começou a trabalhar na secção de Topografia e Astronomia como Professor Substituto, ou ainda como Professor Extraordinário, por seu conhecimento em matemática.
Junto de outros cientistas, participou da fundação da Sociedade Brasileira de Ciências, a atual Academia Brasileira de Ciências, em 1916, e participou da composição da segunda diretoria da SBC (1917-1920), bem como da terceira (1920-1923), em ambas como Segundo Secretário. em 1924, após o falecimento de Francisco Bhering, Professor Catedrático de Trigonometria Esférica, Astronomia Teórica e Prática de Geodésia, Manuel foi nomeado Professor Catedrático de ambas as cadeiras.
Entre 1920 e 1925, na Universidade de Paris, desenvolveu vários cursos nas áreas de filosofia da ciência, teoria do conhecimento e do movimento da Lua. De volta ao Rio de Janeiro, fundou junto de outros educadores e cientistas a Associação Brasileira de Educação, a ABE (1924), entidade que atuou com sucesso na reforma e modernização do ensino no país.
Manuel foi um dos primeiros a falar da teoria da relatividade de Einstein no Brasil. Em 1928 foi para a Europa a convite do Instituto Franco Brasileiro de Alta Cultura, onde ministrou um curso na Universidade de Paris e apresentou trabalho no Collège de France sobre os aspectos cosmológicos do universo infinito. Foi autor de muitos trabalhos importantes, alguns traduzidos em diversos idiomas.

## Morte
No dia 3 de dezembro de 1928, o navio que trazia o inventor Santos-Dumont de volta ao Brasil, o "Cap Arcona", atracaria no porto do Rio de Janeiro. Para saudar sua chegada, foi organizado um grande evento aéreo, onde duas aeronaves sobrevoariam o navio, com passageiros ilustres a bordo.
As duas aeronaves eram do modelo "Dornier Do J", uma batizada com o nome "Guanabara" e a outra com o próprio nome do inventor, "Santos Dumont". Os hidroaviões decolaram da baía de Guanabara, mas um erro de um dos pilotos colocou sua aeronave em rota de colisão com a segunda, o que obrigou o piloto a realizar manobras evasivas. O "Guanabara" escapou ileso, mas o "Santos Dumont" fez uma manobra que lhe custou a sustentação e ele caiu em frente ao público e do homenageado do dia.
Todos os 9 passageiros e 5 tripulantes morreram, inclusive várias personalidade da época, como o médico Amaury de Medeiros, engenheiro Ferdinando Labouriau e o matemático Manuel Amoroso Costa, aos 43 anos. Após o acidente, consternado com a perda de vidas, Santos-Dumont mandou suspender todas as festividades e encomendou flores para todos os velórios.

## Legado
Em 1930, uma estação ferroviária em Uberaba levou seu nome, Amoroso Costa, até ser demolida, em 1979. Ao redor da estação cresceu um bairro que ainda leva seu nome. Uma rua no bairro da Tijuca, no Rio de Janeiro, também foi nomeada em sua homenagem.